# Canaris (Film)
Canaris ist eine deutsche Filmbiographie aus dem Jahr 1954. Im Mittelpunkt steht Admiral Wilhelm Canaris, der Leiter des deutschen Militär-Geheimdienstes während des Zweiten Weltkriegs. Alternativtitel ist Admiral Canaris – Ein Leben für Deutschland.

## Handlung
Admiral Wilhelm Canaris leitet die deutsche Abwehr in Berlin. 1938 plant er eine Offiziersrevolte gegen Hitler, die aber durch das Münchner Abkommen verhindert wird.
Durch seine weltweiten Verbindungen sieht er die Kriegskatastrophe kommen, doch seine Warnungen werden ignoriert. Als mächtiger Mann hat er einige Rivalen; so will Reinhard Heydrich, Leiter des Reichssicherheitshauptamtes, auch die Abwehr unter seine Kontrolle stellen und lässt ihn bespitzeln. Heydrich wird dann jedoch nach Prag abberufen und dort ermordet.
Canaris plagen noch andere Probleme: Er erkennt immer mehr die Unmenschlichkeit der Hitler-Diktatur und beginnt, an ihr zu zweifeln. Die militärischen Erfolge des Regimes während des Krieges bewirken jedoch, dass seine Warnungen weiterhin überhört werden. So muss er sich darauf beschränken, den Bedrängten so gut wie möglich zu helfen.
Schließlich knüpft er Kontakte mit den Widerständlern um Claus Graf Schenk von Stauffenberg. Nach dem missglückten Hitler-Attentat am 20. Juli 1944 wird Canaris seines Amtes enthoben. Kurz vor Ende des Zweiten Weltkriegs kann man Wilhelm Canaris seine Verbindungen zu den Attentätern nachweisen, und er wird hingerichtet.

## Produktionsnotizen
Der Film entstand im Ufa-Atelier Berlin-Tempelhof, auf Seeschloss Pichelsberg und im Studio der CCC-Film in Berlin-Spandau. Die Außenaufnahmen wurden in Berlin, Hamburg und Kiel gedreht. Die Bauten schufen Rolf Zehetbauer und Albrecht Hennings, die Produktionsleitung lag in den Händen von Emile J. Lustig und Werner Drake. Uraufführung war am 30. Dezember 1954, im Theater am Aegi in Hannover.
Ein Ausschnitt aus der Wochenschau, der die jubelnde Bevölkerung beim Einmarsch Hitlers in Wien 1938 zeigte, musste auf Intervention der FSK und des Auswärtigen Amtes wegen befürchteter ungünstiger Auswirkungen bei der Präsentation des Filmes im Ausland entfernt werden.

## Kritiken
„Es schadet bestimmt nichts, wenn wir uns manchmal mit unserer jüngst vergangenen Zeitgeschichte befassen. Denn so segensreich im menschlichen Miteinanderleben das Vergessenkönnen [sic] sein kann, so schlimme Folgen vermag jene Vergesslichkeit zu zeitigen, die das Unbequeme, das Unerledigte beiseite schiebt [sic]. Wer könnte aber verleugnen, dass es im Deutschen noch manches Unerledigte gibt, dass immer noch gewisse Verstecktheiten im Hinblick auf unsere politische Vergangenheit bestehen. Wer wolle behaupten, alle Standpunkte hätten sich im Lauf der Zeit berichtigt und es herrsche allgemeine Klarheit darüber, was um uns und mit uns in jenen Jahren bis 1945 vorging? Der Film ‚Canaris‘ ist sicher dazu angehalten Aufklärungsarbeit zu leisten im Sinne der geschichtlichen Wahrheit.“

„Die gelungene Mischung aus spannendem Agenten-Thriller und Biographie über den geheimnisumwitterten Admiral Canaris […] zählt zu den besten Werken des deutschen Films der Fünfzigerjahre.“

„Geschichtsverfälschung à la 1950er Jahre. (…) Dass er [Canaris] ein Naziverbrecher war, unterschlägt der Film.“

„Stark idealisierendes, publikumswirksam oberflächlich inszeniertes Drama, dank ausgezeichneter Darsteller dennoch fesselnd. Zur Erhellung zeitgeschichtlicher Hintergründe trägt der Film allerdings nur wenig bei.“

Auch Claudius Seidl sah den Film sehr zwiespältig. Dem guten Deutschen (Canaris) sei der böse Deutsche (Heydrich) gegenübergestellt worden, und natürlich habe Canaris trotz seiner edlen Absichten nichts ausrichten können. Seidls Fazit: „In Canaris, das merkten vor allem ausländische Filmkritiker, wurde Geschichte nicht nur verharmlost, da wurde Geschichte gefälscht.“
Ähnlich befand Thomas Kramer in Reclams Lexikon des deutschen Films (1995), dass die komplizierten Mechanismen und Machtkämpfe innerhalb der NS-Spionage-Hierarchie geschickt und sehr filmtauglich auf eine Auseinandersetzung zwischen Gut und Böse reduziert wurden.

## Auszeichnungen
- Prädikat Besonders wertvoll der Filmbewertungsstelle
- Bundesfilmpreis 1955: Filmband in Gold für Martin Held (männliche Nebenrolle), Herbert Reinecker (Drehbuchautor) und Alfred Weidenmann (Regisseur), Goldene Schale für Fama-Film (bester abendfüllender Spielfilm)
- Bambi 1956 als geschäftlich erfolgreichster Film 1955 zusammen mit Ludwig II. – Glanz und Ende eines Königs
- Silberne Vase des Fachblattes Filmblätter für den meistterminierten Film des Jahres 1955